# Kulčyci
Kulčici (ukrajinsky Кульчиці) je obec na Ukrajině, ve Lvovské oblasti, v Sambirském rajónu, v Ralivské vesnické komunitě. V roce 2021 zde žilo 1517 obyvatel.

## Historie
V okolí obce byly zjištěny artefakty z neolitu (kultura s lineární keramikou), ze starší doby bronzové a z doby železné. První písemná zmínka o obci pochází z roku 1284.

## Chrámy
- Chrám svatého Flóra a Laura, z roku 1904 (Pravoslavná církev Ukrajiny)
- Chrám na přímluvu svaté Matky Boží, ze 17. století (Pravoslavná církev Ukrajiny)
- Crám Povýšení kříže Páně, z roku 1893 (Pravoslavná církev Ukrajiny)
- Chrám Proměnění Páně, z roku 2013 (Ukrajinská řeckokatolická církev )

## Pamětihodnosti
- Památník hejtmana Petra Konaševiče-Sahajdačného
- Muzeum Petra Konaševiče-Sahajdačného
- Památník Jurije Kulčinckého

## Osobnosti
- Petr Konaševič-Sahajdačnyj (1592–1622), kozácký hejtman
- Marko Žmajlo, kozácký hejtman
- Pavlo But (†1638), kozácký hejtman
- Jurij Kulčickyj, též uváděn jako Jerzy Franciszek Kulczycki (1640–1694), voják, diplomat, tlumočník, majitel první videňské kavárny
- Michał Popiel (1817–1903), rakouský politik rusínského původu a polské národnosti, během revolučního roku 1848 poslanec Říšského sněmu